# Markgraafschap Ivrea
Het markgraafschap Ivrea (ook wel Marca Anscarica naar de eerste markgraaf) was een historisch land in het huidige Italië dat een belangrijke rol speelde in de geschiedenis van het post-karolingische koninkrijk Italië. Het werd geregeerd door de Anscariden, waarvan de markgraven ook geregeld koning van Italië waren.
Het gebied werd rond 888/889 door Guido van Spoleto, de nieuwe koning van Italië, ingesteld als mark ter verdediging van Italië tegen West-Francië. Het bestond grofweg uit het huidige Piëmont (met uitzondering van het noordelijke Alpengebied) en het westelijk deel van de Ligurische kust tussen Ventimiglia en Savona. Als dank voor zijn steun in Guido’s poging om de West-Frankische kroon te bemachtigen en later zijn strijd tegen koning Berengarius I van Italië stelde hij Anscarius van Oscheret als markgraaf aan. 
In 950 werd Berengarius, een kleinzoon van Anscarius, koning van Italië. Hij startte een militaire reorganisatie ten zuiden van de Po ter verdediging van de kust tegen invallen van de Saracenen. Ivrea verloor hierbij een groot deel van zijn grondgebied ten koste van de nieuwe markgraafschappen Oost-Ligurië, West-Ligurië en Turijn. Het restgebied ten noorden van de Po, bleef nog 65 jaar bestaan onder de naam markgraafschap Ivrea.
Na de dood van markgraaf Arduin van Ivrea in 1015 werd het markgraafschap opgeheven. Een aantal van zijn nakomelingen droegen echter nog wel de titel.